# Nissan Presea
Nissan Presea (яп. 日産・プレセア; хепбёрн Nissan Puresea) — компактный автомобиль, выпускавшийся японской компанией Nissan с 1990 по 2000 год для азиатского рынка. Название Presea в переводе с испанского обозначает драгоценность или важность.

## R10 (1990—1995)

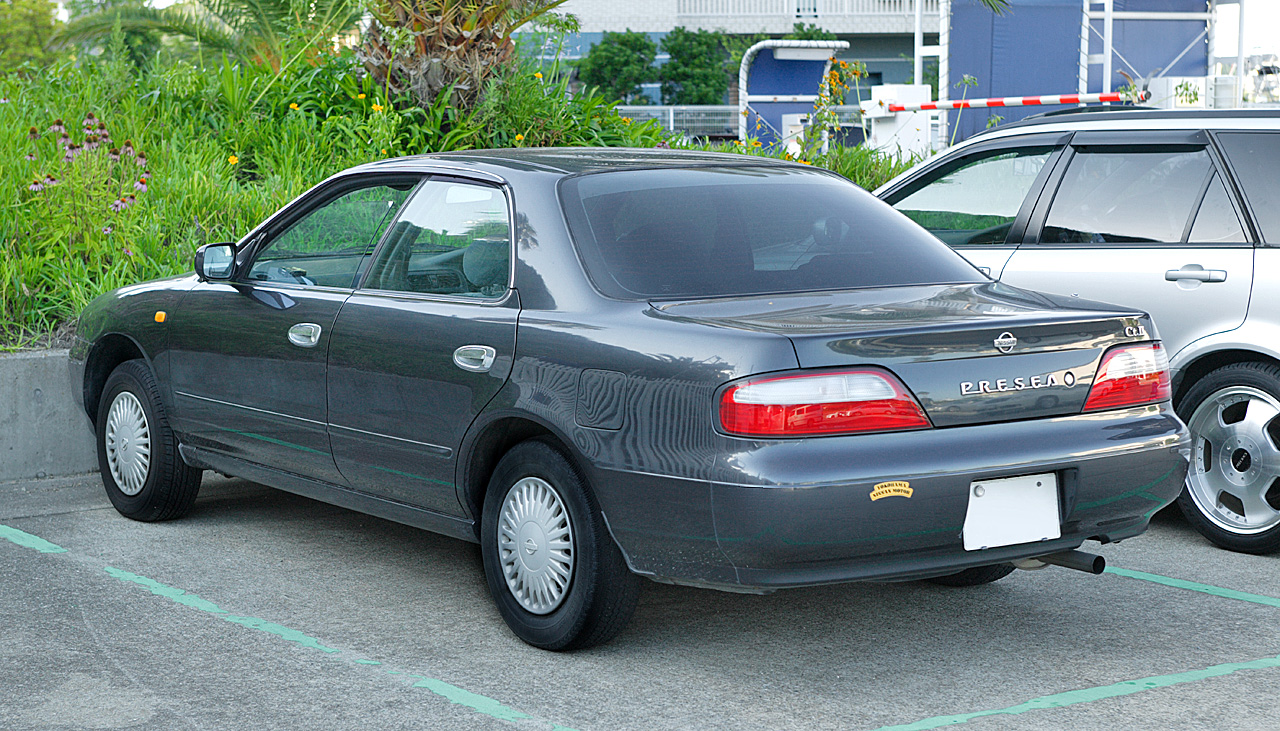
Nissan Presea (R10)

R10 был основан на платформе Nissan Sunny B13 и заменил Nissan Laurel Spirit. Внешний вид был идентичен Nissan President.
У автомобиля было очень много общих деталей с Laurel, однако панели кузова и интерьер были выполнены в соответствии с гораздо более высокими техническими требованиями. Ткани салона соответствовали тем, что были на Laurel, со стандартными функциями, включая автоматические фары, прорезь для ключей с подсветкой, приборную панель с подсветкой сзади, встроенную звуковую систему, автоматический климат-контроль, цифровой контроль температуры, регулируемые ремни безопасности по высоте плеч, четырёхпозиционную регулировку, поясничную поддержку сиденья водителя, стеклоочистители с регулируемой периодичностью срабатывания, складывающиеся боковые зеркала с дистанционным управлением и, самое главное, безрамные окна. Также автомобиль оснащался дисковыми тормозами, антиблокировочную систему и очиститель заднего стекла.
Передняя стойка была немного тоньше, чем у большинства компактных автомобилей. С-образная стойка создавала заднее ветровое стекло, закрывающееся по периметру. Все эти конструктивные особенности обеспечивали водителю обзор более, чем на 300 градусов, очень похожий на обзор пилота истребителя. Округлый внешний вид не оставлял видимых прямых граней на автомобиле, а передняя часть без радиаторной решётки придавала автомобилю очень изящный и футуристичный вид, имеющий некоторое визуальное сходство с Infiniti Q45.

## R11 (1995—2000)

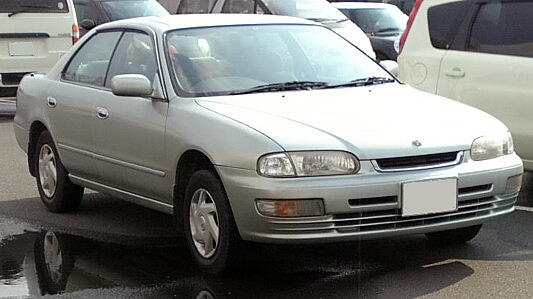
1995 Nissan Presea

R11, выпускавшийся с 1995 по 2000 год, был немного удлинён. В некоторых странах инжекторный двигатель SR18D (i) мощностью 110 л. с. уступил место двигателю с электронным впрыском топлива SR18DE мощностью 125 л. с., наряду с GA15DE и SR20DE. Трансмиссия была идентична Nissan Sunny B14 (1994—1998), а безрамные окна дверей были идентичны Nissan Presea R10. Длина была увеличена до 4425 мм, колёсная база — до 2525 мм, ширина — до 1695 мм, а высота — до 1325 мм.
В Сингапуре, Таиланде и Новой Зеландии R11 приводился в движение двигателем GA16DE. Практически все изгибы и панели остались прежними, и только светотехника стала выглядеть «свежее». Спереди и сзади устанавливалась подвеска Макферсона. Рыночный спрос на такой автомобиль быстро падал, поскольку экономический спад в Японии начал вступать в полную силу, и в 2000 году Presea был снят с производства.